# Mr.ECHO
「Mr.ECHO」（ミスター エコー）は、NICO Touches the Wallsの12枚目のシングル。2013年3月27日にキューンレコードから発売。

## 概要
前作「夢1号」から3か月ぶりのシングル。アルバム「Shout to the Walls!」の先行シングルでもある。
カップリングには松田聖子の「SWEET MEMORIES」をカバーしている。

## 収録曲
全編曲：NICO Touches the Walls
CD
1. Mr.ECHO
作詞・作曲：光村龍哉
2. チェインリアクション
作詞：坂倉心悟、作曲：古村大介・坂倉心悟
  - new balance「一瞬で、つながれ。」CMソング
3. SWEET MEMORIES
作詞：Takashi Matsumoto、作曲：Masaaki Omura
松田聖子のカヴァー曲。